# Helmut Henzler
Helmut Henzler (ur. 26 września 1950 roku w Frickenhausen) – niemiecki kierowca wyścigowy. 

## Kariera
Henzler rozpoczął karierę w międzynarodowych wyścigach samochodowych w 1972 roku od startów w International Castrol GTX Trophy oraz Formula Super Vee - Castrol Trophy. W formule Super Vee z dorobkiem jedenastu punktów uplasował się na trzynastej pozycji w klasyfikacji generalnej. W trofeum GTX uzbierane dwa punkty dały mu czternaste miejsce w końcowej klasyfikacji kierowców. W późniejszych latach pojawiał się także w stawce German Racing Championship, Formuły Super Vee Europe (mistrz w 1978 roku), Niemieckiej Formuły 3, Europejskiej Formuły 3, Europejskiej Formuły 2 oraz World Championship for Drivers and Makes.
W Europejskiej Formule 2 Niemiec wystartował w ośmiu wyścigach sezonu 1980 z ekipą MM Mampe Team w bolidzie niemieckiego Maurer. Wyścig na torze Mugello Circuit ukończył na ósmej pozycji, co było jego najlepszym wynikiem w sezonie. Nie zdobył żadnych punktów. Został sklasyfikowany na dwudziestej pozycji w klasyfikacji generalnej.